# Wassenberg
Wassenberg is een stad in de Duitse deelstaat Noordrijn-Westfalen, gelegen in de Kreis Heinsberg. De stad ligt vlak bij de Nederlandse grens, ongeveer 15 kilometer ten zuidoosten van Roermond. Wassenberg telt 18.830 inwoners (31 december 2020) op een oppervlakte van 42,41 km². Naburige steden zijn onder andere Erkelenz, Geilenkirchen en Heinsberg.

## Stadsdelen
- Birgelen (met Eulenbusch, Rosenthal, Schaufenberg)
- Effeld (met Steinkirchen)
- Myhl
- Ophoven
- Orsbeck (met Luchtenberg, Ohe)
- Wassenberg (met Forst)

## Geschiedenis
Wassenberg wordt voor het eerst in 1020 als plaats genoemd. De burcht Wassenberg (Duits: Burg Wassenberg) bestaat echter al aantoonbaar langer. Deze was waarschijnlijk gebaseerd op een Romeinse vesting.
In 1020 schonk keizer Hendrik II het kasteel en het land Wassenberg aan Gerard I Flamens, die het van toen af aan als allodium onder zich hield. Er waren geen grafelijke rechten verbonden aan Wassenberg. Hiermee werd de grafelijke lijn opgericht, die vier generaties later vanuit de burcht Wassenberg de grondslag legde voor het graafschap Gelre en waar uiteindelijk de hertogdommen Gulik, Kleef en Berg ook aan verbonden raakten. De burcht Wassenberg is een van slechts drie heuvelforten aan de Neder-Rijn naast Kleef en Liedberg. In 1273 verkreeg Wassenberg stadsrechten, die in 1972 bij een gemeentelijke herindeling bevestigd werden.
Een gedeelte van de stadsmuur uit 1420 bestaat nog en maakt onderdeel uit van een park.
Aan het begin van de 16e eeuw was Wassenberg een centrum van de reformatie in het Maasland en tijdelijk een toevluchtsoord voor de Wassenbergse predikanten.

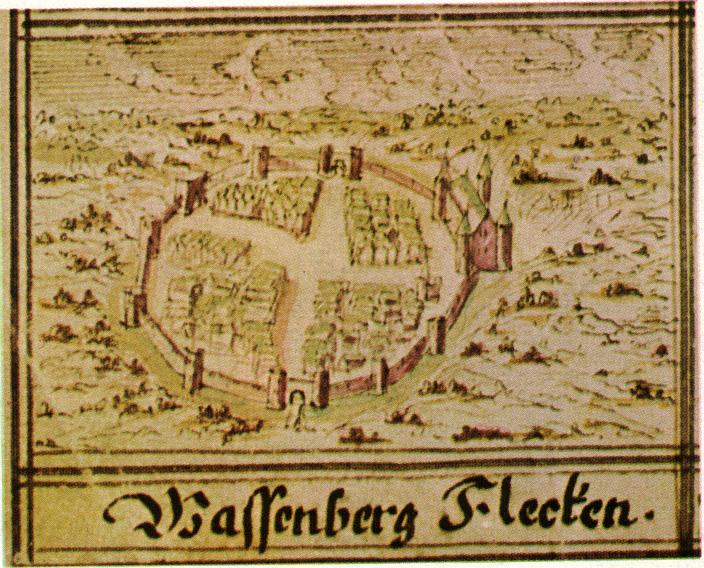
Afbeelding uit de Codex Wesler, 1720
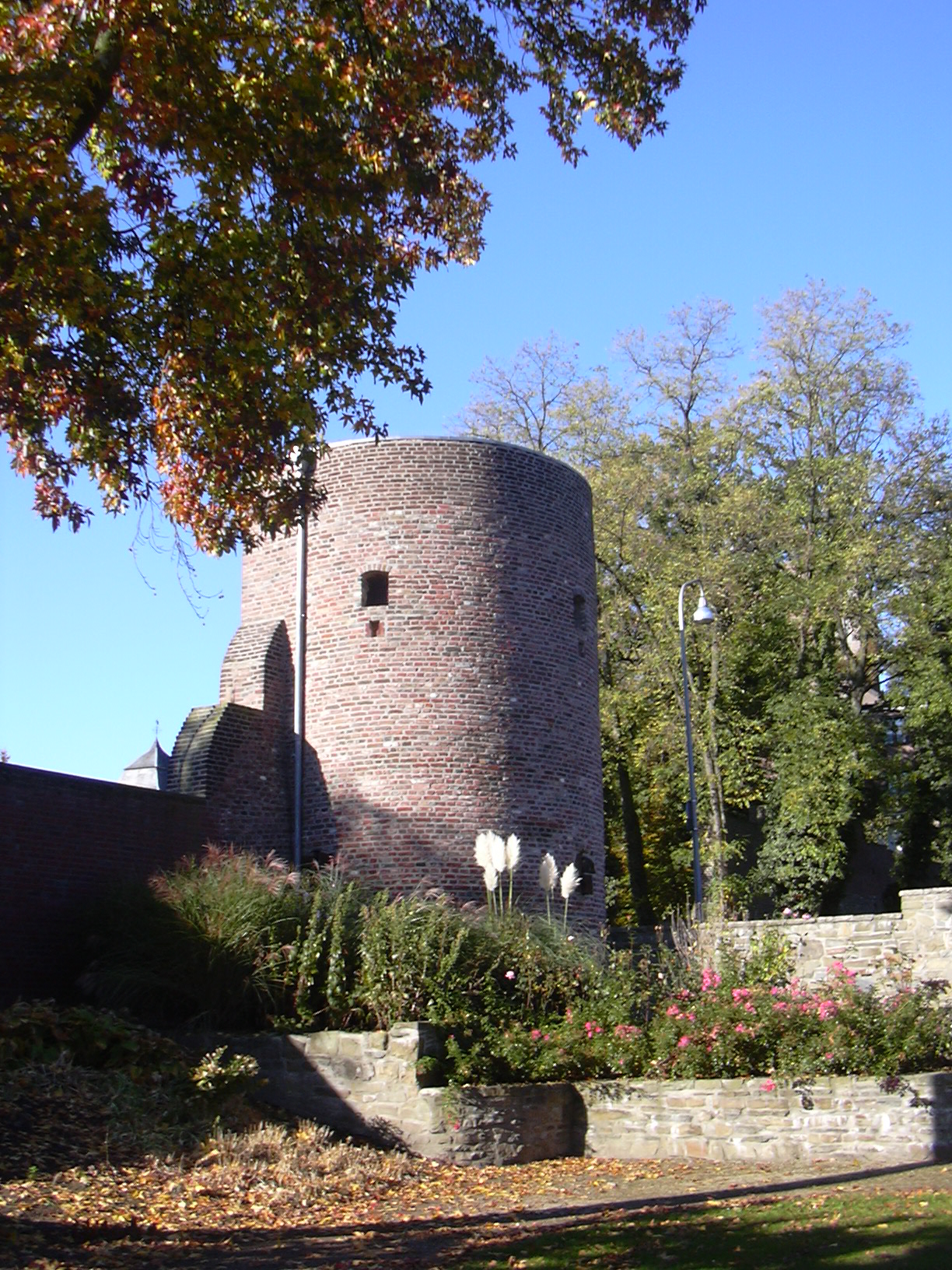
Verdedigingstoren en een deel van de stadsmuur